# 希亚克 (夏朗德省)
希亚克（法語：Chillac，法語發音：[ʃijak]）是法国夏朗德省的一个市镇，属于干邑区。

## 地理
希亚克（45°21'41"N, 0°4'59"W）面积14.61 平方千米，位于法国新阿基坦大区夏朗德省，该省份为法国西部内陆省份，北起德塞夫勒省和维埃纳省，东临上维埃纳省，东南至多尔多涅省，南至多爾多涅省，西接滨海夏朗德省。
与希亚克接壤的市镇（或旧市镇、城区）包括：贝尔讷伊、孔代翁、吉藏雅尔、奥里奥勒、帕西拉克。

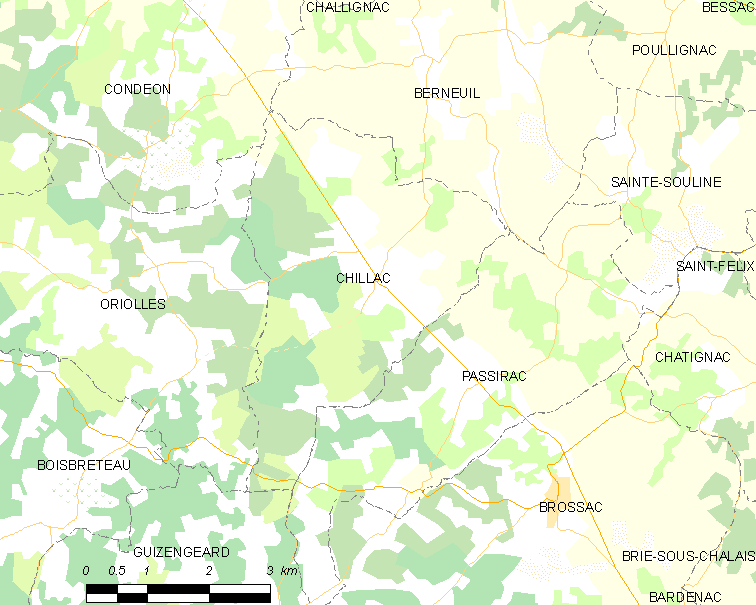
的OSM定位图

希亚克的时区为UTC+01:00、UTC+02:00（夏令时）。

## 行政
希亚克的邮政编码为16480，INSEE市镇编码为16099。

## 政治
希亚克所属的省级选区为夏朗德南县。

## 人口

1962-2008年间人口变化图示

希亚克于2022年1月1日时的人口数量为225人。